# Lavrenčičeva hiša
Lavrenčičeva hiša, tudi stara pošta, je dvonadstropna hiša, ki stoji v središču Vrhnike, na Cankarjevem trgu 1 ob bregu Ljubljanice. Stavba ima štirikoten tloris in prepoznavno štirikapno streho.
Je ena najstarejših še ohranjenih stavb na Vrhniki, ki naj bi bila v prvotni obliki zgrajena v 15. stoletju s prezidavo in združitvijo dveh obstoječih hiš. Sprva je služila kot mitnica (v neposredni bližini je bilo rečno pristanišče na Ljubljanici), kasneje pa kot pošta in gostišče. V slednji vlogi je znana po tem, da je v njej na poti čez Kranjsko prenočil cesar Svetega rimskega cesarstva Karel VI. Na stari Valvasorjevi upodobitvi je prikazana z nadstropjem več, ki so ga odstranili ob prenovi leta 1809.
V delu stavbe je zdaj kemična čistilnica, preostanek pa ni v uporabi. Leta 2016 so hišo uporabili za lokacijo resničnostnega šova Bilo je nekoč v produkciji Planet TV.